# 细小景天
细小景天（学名：Sedum subtile）是景天科景天属的植物。分布于日本以及中国大陆的江西、江苏等地，多生长在低山山地阴湿石上，目前尚未由人工引种栽培。

## 别名
姬莲花（拉汉种子植物名称）